# Дерсковая волость
Дерсковая волость — волость в составе Егорьевского уезда Рязанской губернии, с 1919 года Спас-Клепиковского района (c 1921 по 1924 гг. Спас-Клепиковского уезда) Рязанской губернии, существовавшая в 1861—1925 годах.

## История
Дерсковая волость была образована в 1861 году в ходе крестьянской реформы. Административным центром волости стала деревня Дерсковая. В 1919 году волость передана из Егорьевского уезда во вновь образованный Спас-Клепиковский район.  В ходе реформы административно-территориального деления СССР в 1929 году большая часть селений Дерсковой волости вошли в Коробовский район Московской области, оставшаяся часть (деревни Беломутово, Макарово, Масеево, Новосёлки) были оставлены в составе Спас-Клепиковского района Рязанской области.

## Состав
На 1885 год в состав Дерсковой волости входило 1 село и 12 деревень.
| Вид     | Наименование | Население, чел. (1858 год) | Население, чел. (1859 год) | Население, чел. (1885 год) | Население, чел. (1905 год) |
| ------- | ------------ | -------------------------- | -------------------------- | -------------------------- | -------------------------- |
| село    | Радушкино    | -                          | 36                         | 109                        | 120                        |
| деревня | Макарово     | 82                         | 83                         | 100                        | 134                        |
| деревня | Дерсковая    | 343                        | 344                        | 489                        | 532                        |
| деревня | Новоселки    | 338                        | 346                        | 453                        | 523                        |
| деревня | Беломутово   | 314                        | 323                        | 362                        | 358                        |
| деревня | Великодворье | 380                        | 393                        | 552                        | 783                        |
| деревня | Артемово     | 55                         | 59                         | 87                         | 99                         |
| деревня | Селянино     | 106                        | 103                        | 143                        | 176                        |
| деревня | Масеево      | 208                        | 213                        | 338                        | 378                        |
| деревня | Дубасово     | 80                         | 80                         | 126                        | 116                        |
| деревня | Югино        | 243                        | 245                        | 371                        | 431                        |
| деревня | Пронино      | 129                        | 129                        | 172                        | 262                        |
| деревня | Сычи         | 121                        | 133                        | 224                        | 308                        |

## Землевладение
Население составляли 15 сельских общин — все бывшие помещичьи крестьяне, за исключением одной общины, принадлежавшей к разряду государственных крестьян. Все общины имели общинную форму землевладения. 11 общин делили землю по ревизским душам, 3 общины по числу работников и 1 община государственных крестьян делила землю по дворам. Луга в 10 общинах делились одновременно с пашней, в остальных общинах — ежегодно. Лес большей частью рубился ежегодно.
4 общины арендовали луговую землю. В некоторых общинах наделы, которые не обрабатывались самими хозяевами, сдавались за "изгороду", т.е. отбывание некоторых натуральных повинностей, без обязательства уплаты податей и сборов, лежащих на земле. Обработка наделов наёмной силой и сдача наделов производилась редко.

## Сельское хозяйство
Земля в волости была посредственная, почва в большинстве общин песчаная, в некоторых случаях супесчаная, глинистая и суглинистая. Луга болотистые, по берегам реки и озёр. Лес больше дровяной, но местами был и строевой. Крестьяне сажали рожь, овёс, гречиху и картофель. Топили дровами и сучьями.

## Местные и отхожие промыслы
Основным местным промыслом во всех общинах было вязанье рыболовных сетей. Этим занимались женщины. В 3 общинах женщины собирали кору для дубления кожи. В 4 общинах мужчины в зимнее время занимались рыбной ловлей. В одной общине деревни Югино, несколько человек шили русское платье.
На 1885 год различными промыслами занимались 824 человека, из них 561 плотник (ок. 70%) и 255 печников (ок. 30%). Большинство плотников, а именно 463 человека, уходили на сторону. На заработки уходили в Москву, Серпухов, Тулу, Тамбов, Пензу и проч. Работали обыкновенно весной и осенью, а на лето и зиму большая часть возвращалась домой.

## Инфраструктура
В 1885 году в волости имелось 3 лавки, 2 маслобойни, 2 рушалки, красильня, 3 мельницы и 2 питейных заведения. В волости была только одна школа, при волостном правлении. Две общины посылали детей в школу в деревню Маврино, а одна община в село Стружаны.

## Храмы
- Церковь Фрола в селе Радушкино.